# Википедија на наполитанском језику
Википедија на наполитанском језику или Википедија на напуљском језику је верзија Википедије на наполитанском језику, слободне енциклопедије, која данас има преко 13 000 чланака и заузима на листи Википедија 79. место.